# Teletrofone
Teletrofone (do italiano telettrofono) ou telégrafo falante é um aparelho criado em 1856 que pode ser considerado o precursor do telefone atual.

## História
Enquanto pesquisava os efeitos das descargas elétricas no corpo humano, o italiano Antonio Meucci descobriu a possibilidade de transmitir sons por meio de cabos telegráficos. A isso, ele deu o nome de “telégrafo falante”.
Boa parte da pesquisa para a invenção do precursor do telefone foi feita em seu exílio em Cuba, então uma colônia espanhola, para onde fugira, com a mulher, depois de ter sido preso duas vezes por participar do movimento de unificação italiana. Em 1849 (quando Graham Bell tinha 2 anos de idade), Meucci  já havia desenvolvido, em Havana, um tratamento à base de choques elétricos para curar doenças como o reumatismo. Ao preparar-se para aplicá-lo, ouviu a voz do paciente, em outro quarto, através de uma peça de fio de cobre que os conectava. Percebeu que tinha ali algo mais importante que qualquer descoberta anterior.
Em 1850, conclui seu último contrato de trabalho em Cuba, ao mesmo tempo que sua amizade com Giuseppe Garibaldi já era vista com suspeita na ilha. Decide então mudar-se para os Estados Unidos, onde esperava poder continuar a desenvolver seus inventos.
Em 1856, Antonio Meucci monta um sistema telefônico capaz de transmitir a voz pela eletricidade, de modo que, enquanto estivesse em seu laboratório, pudesse se comunicar com sua mulher, doente e paralisada numa cama. Criava-se aí o primeiro sistema telefônico do mundo, chamado por ele de "teletrofono". A primeira demonstração pública registrada do teletrofone ocorreu em 1860 e teve sua descrição publicada num jornal de língua italiana de Nova York.
Em 1871,  Meucci solicita um patent caveat (uma espécie de registro provisório de patente, mais barato e renovável anualmente) para o teletrofono, que não mencionava, porém, a frase "transmissão eletromagnética de sons vocais". Três anos depois, Meucci não conseguiria pagar a renovação do caveat.
Em 1876, Alexander Graham Bell, depois de pagar ao  USPTO os 250 dólares requeridos, obtém a patente do aparelho  chamado telefone.
Quando o telefone se tornou famoso, Antonio Meucci tentou provar que já havia inventado o aparelho vários anos antes. Com o apoio da comunidade italiana, Meucci processou Bell e a patente do escocês foi anulada em janeiro de 1887, por fraude e falsidade, sentença confirmada pela Suprema Corte dos Estados Unidos. Mas Meucci veio a falecer em 1889, e o processo foi arquivado, pois a patente de  Bell só expiraria em 1893.
O teletrofone foi finalmente reconhecido pelo Congresso dos Estados Unidos na resolução 269, de 15 de junho de 2002. A resolução diz:
| “ | "A vida e as realizações de Antonio Meucci devem ser reconhecidas, e seu trabalho na invenção do telefone deve ser reconhecido. (...) Se Meucci tivesse sido capaz de pagar a taxa de US$10 para manter a patente após 1874, nenhuma patente poderia ter sido dada a Bell". | ” |

O documento refere, ainda, que a patente do telefone depositada por Bell "foi baseada em fraude e declarações falsas".
O processo foi reativado pelo aparecimento de novas provas. Entre desenhos e documentos que datam de anos antes da patente de Bell, há um texto do punho de Meucci que ele não utilizou a seu favor, à época, e que enfim, tornou sua defesa irrefutável. Trata-se de um recorte do diário de bordo escrito no navio que o levava de Florença ao continente americano, em 1835.